# Sintrax
Sintrax ist eine Kurzbezeichnung für die bis in die 1960er-Jahre produzierte Sintrax-Kaffeemaschine, ein haushaltstaugliches Laborgerät aus hitzebeständigem Borosilikatglas, das den technischen Vorgang der Kaffeezubereitung transparent macht. Der Arbeitsweise nach ist die Sintrax den Vakuumbereitern zuzuordnen, ein Typus, der schon im 19. Jahrhundert Tradition hatte. Die eigentliche technische Neuerung war das feuerfeste Glas.
Die Sintrax wurde erstmals 1926 von den Jenaer Glaswerken Schott & Gen. vorgestellt.

## Eine zeitgenössische Kaffeemaschine nach dem Sintrax-Prinzip

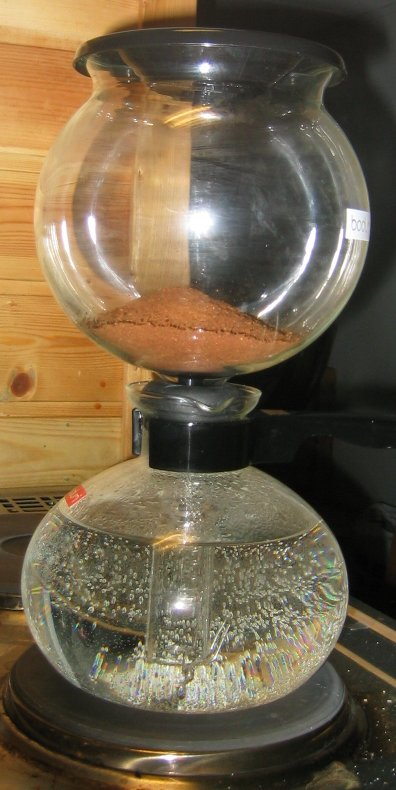
Das Wasser beginnt zu kochen,
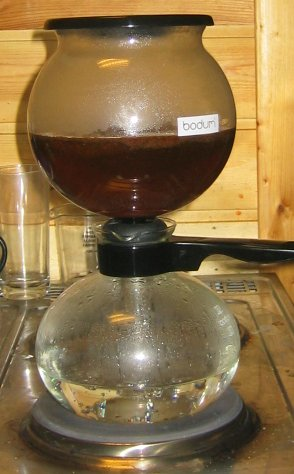
wird vom Dampfdruck in den oberen Behälter gedrückt,
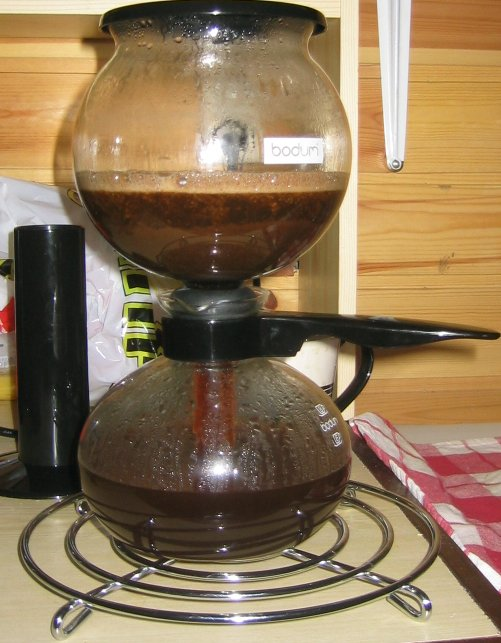
beim Abkühlen wird der fertige Kaffee wieder nach unten gesaugt.
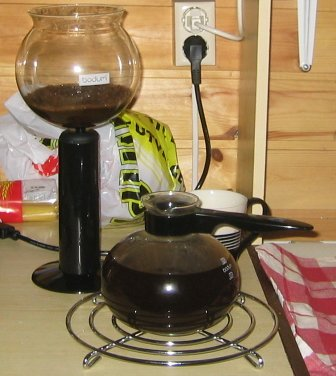
Servierbereit.

Das abgebildete Modell der Firma Bodum ist keine Sintrax. Es hat nichts mit SCHOTT & GEN., JENA zu tun und mit der Sintrax nur die Arbeitsweise gemein.

## Designgeschichte

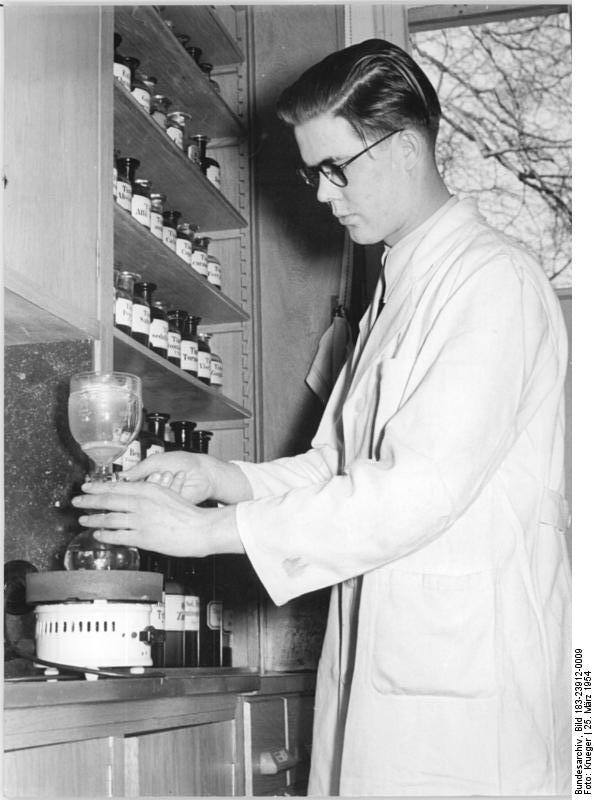
Apotheker an einem Sintrax-Apparat zur Herstellung von Infusen und Dekokten (Aufgüsse und Aufkochungen)

Obwohl es sich bei dem Gerät selbst um ein heute fast vergessenes Haushaltsgerät handelt, haben zahlreiche namhafte Designer über Jahrzehnte hinweg neue Entwürfe der Sintrax für Jenaer Glas gefertigt.
Entgegen einer oft genannten Darstellung wurde die erste Sintrax nicht von Gerhard Marcks entwickelt, sondern war ein Werksentwurf eines heute unbekannten Entwicklers. Sie wurde 1926 auf der Leipziger Messe vorgestellt, auf einer Werbepostkarte abgebildet und der Name Sintrax – eine Wortschöpfung aus den Begriffen Sintern und Extrahieren – im gleichen Jahr als Marke vom Reichspatentamt eingetragen.
Der mittlerweile an die Burg Giebichenstein berufene Gerhard Marcks (bis 1925 war er Meister am Weimarer Bauhaus) gestaltete dann 1926 im Auftrag von Erich Schott eine neue Form für das Jenaer Glaswerk Schott & Gen., die schon Anfang 1927 in Produktion ging. Sein Entwurf wurde erstmals 1928 in der Zeitschrift „Die Form“ des Deutschen Werkbundes abgebildet und als „vollständig neu durchgearbeitet“ beworben.
Von Wilhelm Wagenfeld wurde die Sintrax 1931 mit einem neuen Griff versehen, die Glashohlkörper (Kochflasche und Trichter) des Marcks-Entwurfes ließ er unverändert. Statt des bogenartig (wie ein umgekehrtes U) geschwungenen Henkels kennzeichnete die Sintrax nun ein schlichter, waagerecht verlaufender schwarzer Holzgriff. Darüber hinaus versenkte er den Knauf des Deckels, so dass sich der Deckel nun umgekehrt ablegen lässt. Die Wagenfeld-Sintrax wurde in verschiedenen Größen (mit Fassungsvermögen ab 1/4 Liter) bis 1939 in Jena hergestellt. Nach dem Ende des Zweiten Weltkrieges wurde sie ab 1951 mit neuem Deckel für die Kochflasche ebenfalls in Jena bis 1954 hergestellt. Die Vor- und Nachkriegsversionen lassen sich unter anderem an dem roten (vor) und schwarzen (nach) Gummi zwischen Kochflasche und Trichter unterscheiden.
Für die westlichen Schottwerke entwarf der langjährige Leiter der Zwieseler Glasfachschule, Bruno Mauder, im Auftrag Erich Schotts 1948 eine neue Sintrax. Es war eine seiner letzten Arbeiten. Seine Sintrax wurde zunächst in Landshut und später in Mainz mit wenigen Modifizierungen bis 1963 gefertigt, eine ähnliche Variante in Jena bis 1966.
Die 'Sintrax 52' wurde als vorletztes Modell im Mainzer Werk gleich in fünf Größen (1/4, 1/2, 3/4, 1 und 1 1/2 Liter) produziert. Entgegen den anderen Sintrax-Versionen, für die namhafte Entwerfer benannt werden können, ist dies ein Werksentwurf, welcher auf der Mauder-Sintrax basiert. Die Glashohlkörper fielen weniger ballonförmig aus als bei der 'Mauder-Sintrax' und auch der geknickte Kunststoffgriff war deutlich schlichter.
1955 wurde in Jena ein neues, stark an den Mauder-Entwurf angelehntes SINTRAX-Modell vorgestellt (vgl. Prospekt 8921). Der Griff war etwas länger, die Kochflasche hatte einen Ausguss und der Filter für die Kochflasche war verschieden. Diese Sintrax wurde mit “Jena Therm” bezeichnet, ab 1959 auch als “Saale-Glas GmbH” mit neuem Warenzeichen für den Export in bestimmte Länder.
In weitaus geringerer Stückzahl und nur in den Jahren 1964 bis 1968 produzierte Schott in Mainz das letzte Modell der Sintrax. Es wurde nur in einer Größe angeboten. Heinrich Löffelhardt gestaltete es so, dass die symmetrische Anlage der gläsernen Gefäße in der Grundform einer Sanduhr ähnelte. Durch eigene Griffteile und gleich dimensionierte Öffnungen beider Gefäße (so dass ein Glasdeckel beim Kaffeekochen und darauf beim Servieren benutzt werden konnte) übertraf diese Maschine ihre Vorgänger in puncto Handhabung. Die 'Löffelhardt-Sintrax' war ihren Vorgängern auch in der Zubereitungszeit überlegen.
Diese Kriterien waren entscheidend, denn mittlerweile drängte die Konkurrenz mit elektrischen Kaffeeautomaten auf den Markt und dies war letztendlich der Grund für die kurze Produktionszeit der letzten Sintrax (ironischerweise ist anzumerken, dass die Glasgefäße der Kaffeeautomaten nicht selten von der Schott AG gefertigt wurden).
Löffelhardts Sintrax darf der geschlossenen Gesamtform, der Zubehörteile und des Zusammenspiels der gerundeten Gläser und der scharfen Formen der schwarzen Griffe wegen als konsequenteste bezeichnet werden; zugleich ist sie die am wenigsten bekannte.
Ein Nachfolgemodell legte der Hersteller nicht mehr auf.